# 森下泰男
森下 泰男（もりした やすお）は、日本のテレビプロデューサー。モスキートの代表取締役。協同組合日本映像事業協会理事。
1949年東京都生まれ。1971年明治大学法学部卒業。大学卒業後フリーディレクターとして活動していたが、1993年にモスキートを設立した。

## 担当番組
フリーディレクター時代
- 金曜10時!うわさのチャンネル!!（日本テレビ）
- スター誕生!（日本テレビ）
- NTV紅白歌のベストテン（日本テレビ）
- 欽ちゃんのどこまでやるの!?（NETテレビ→現：テレビ朝日）

会社設立後
- 世界まる見え!テレビ特捜部（日本テレビ）
- 24時間テレビ 「愛は地球を救う」 FAX担当プロデューサー（日本テレビ）
- しゃべくり007（日本テレビ）
- 嵐にしやがれ（日本テレビ）
- 1番ソングSHOW（日本テレビ）